# JR Hokkaido série 785
La série 785 (785系, 785-kei) est un type de rame automotrice exploitée par la compagnie Hokkaido Railway Company (JR Hokkaido) sur les services Limited Express.

## Description
Les rames ont été fabriquées conjointement par Hitachi et Kawasaki Heavy Industries. Cinq rames de 4 voitures et cinq rames de 2 voitures ont d'abord été construites. En 2002, de nouvelles voitures ont été construites pour former sept rames de 5 voitures et une rame de 2 voitures (sous-série 785-300).
Les rames de la série 785 ne comprennent que des voitures de classe standard. La voiture numéro 4 comprend des voitures u-seat à réservation obligatoire.

## Histoire
Les premières rames de la série 785 entrent en service commercial le 1er septembre 1990 sur les services Super White Arrow reliant Sapporo à Asahikawa.

## Affectation
Les rames de la série 785 assurent actuellement les services Suzuran entre Sapporo et Muroran. Dans le passé, elles ont été affectées aux services Super White Arrow, Lilac et Super Kamui (Sapporo - Asahikawa), Airport rapid (Sapporo - Shin-Chitose) et Super Hakuchō (Hakodate - Aomori).

## Galerie photos

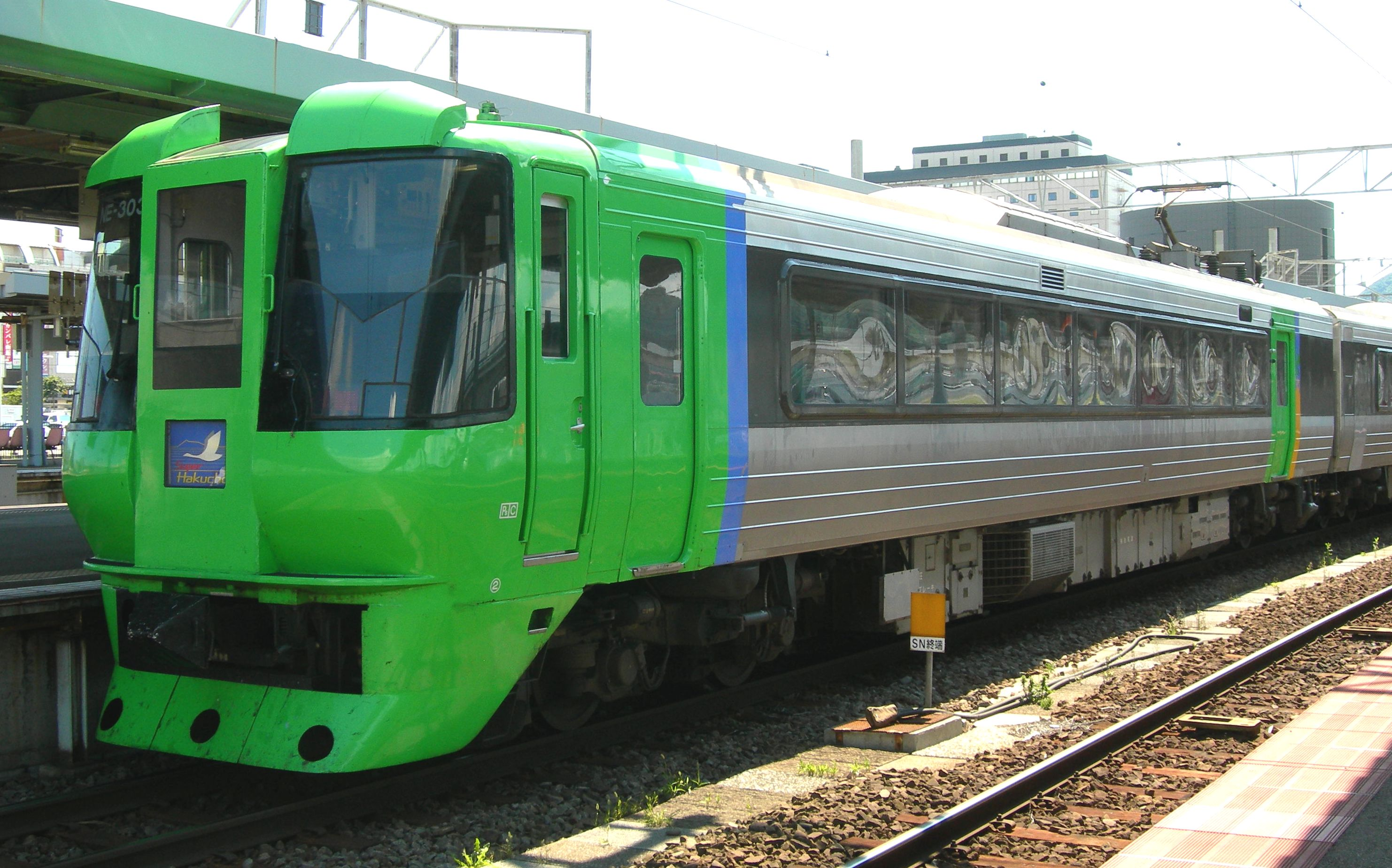
Série 785-300
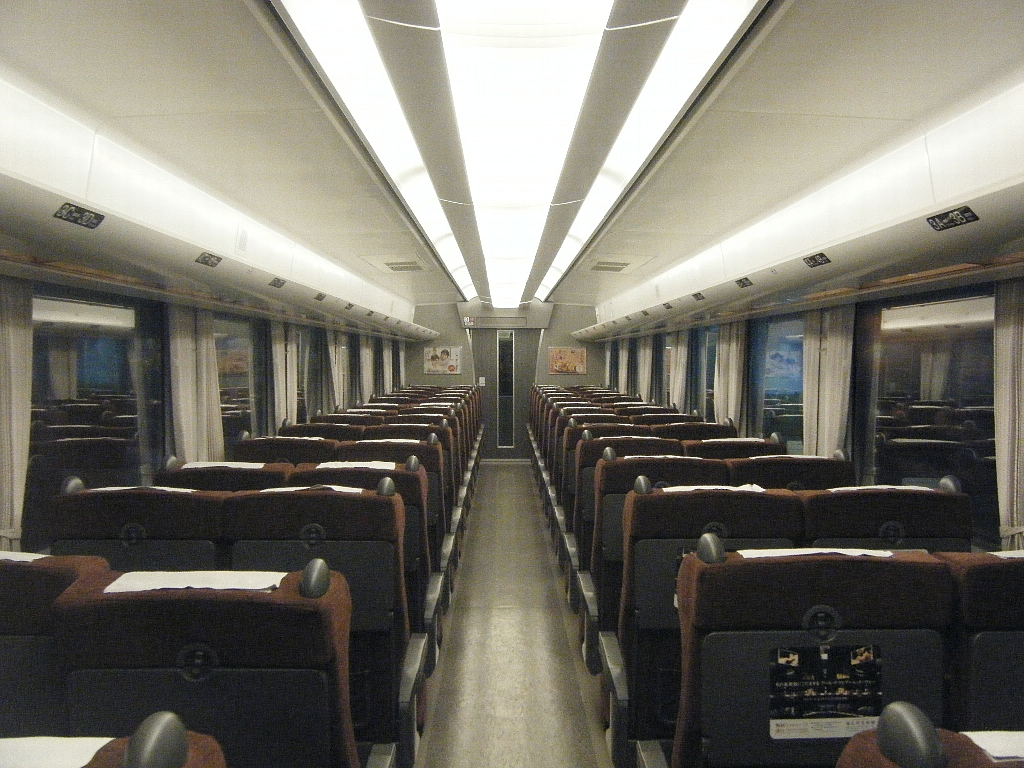
Intérieur d'une voiture
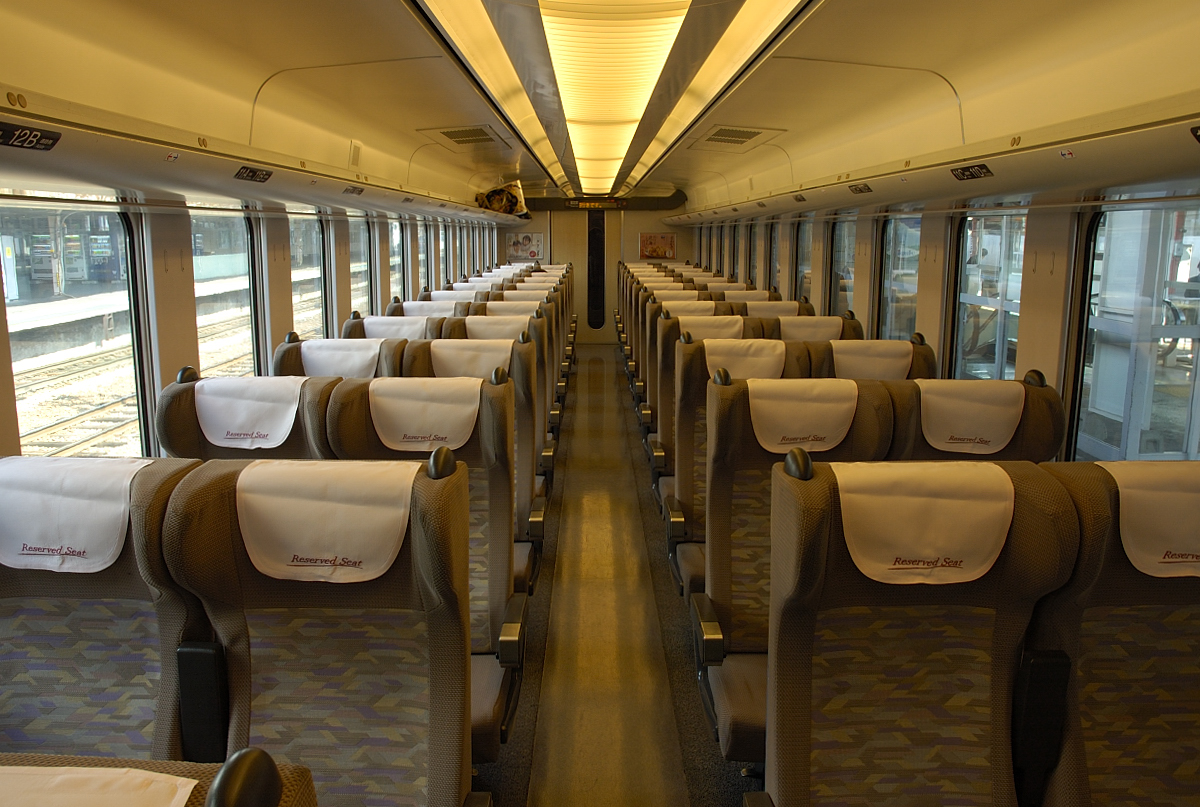
Intérieur de la voiture "u-seat" (à réservation obligatoire)